# La Sociologie allemande contemporaine
La Sociologie allemande contemporaine est un livre du sociologue et philosophe français Raymond Aron paru en 1935.
C'est le premier livre de Raymond Aron, alors jeune philosophe issu de l'École normale supérieure. Il l'écrit après avoir vécu plusieurs années en Allemagne. Raymond Aron y présente surtout l'œuvre de Max Weber et montre son adhésion à ses méthodes et à ses buts. Bien reçu dans le milieu intellectuel français, même si son rejet d'Émile Durkheim lui vaut des critiques, ce livre joue un rôle important dans l'introduction de la pensée de Max Weber en France.

## Présentation

### Contexte
La Sociologie allemande contemporaine est le premier livre de Raymond Aron. Il l'écrit à la demande du philosophe Célestin Bouglé à son retour d'Allemagne.
Raymond Aron, après l'École normale supérieure et l'agrégation de philosophie séjourne en effet trois ans, de 1930 à 1933, en Allemagne,, d'abord à Cologne en 1930-1931 puis à la Maison académique française à Berlin,. Il y découvre notamment la phénoménologie d'Edmund Husserl et Martin Heidegger et la sociologie de Max Weber, tout en assistant à la montée au pouvoir des nazis, qui lui fait perdre progressivement son pacifisme.

### Modèle allemand et modèle français
La Sociologie allemande contemporaine est un ouvrage universitaire qui présente les travaux des sociologues allemands Ferdinand Tönnies, Georg Simmel, Leopold von Wiese, Othmar Spann, Max Weber, Franz Oppenheimer, Max Scheler, Karl Mannheim et Alfred Weber.
Raymond Aron décrit les points communs (appréhender la réalité sociale) et les différences (par le sens des termes employés) entre la sociologie française et la sociologie allemande. Selon lui, le modèle allemand classe la sociologie parmi les « sciences de l'esprit », alors qu'en France le positivisme sociologique hérité d'Émile Durkheim cherche à imiter les sciences de la nature. Il relie les différences entre les deux modèles à l'influence de l'Église, en l'occurrence protestante, sur les sociologues allemands, alors que les Français se situent plutôt en rupture avec les traditions religieuses.

### La sociologie de Max Weber comme synthèse
Comme le résume Victor Karady, Raymond Aron distingue dans la sociologie allemande « deux lignes de force […] : l'explication systématique d'une part et historique, de l'autre — l'une visant à cerner l'essentiel des phénomènes sociaux à partir de régularités transhistoriques, valables pour toute société ; l'autre recherchant les lois de l'évolution historique ». Le livre est ainsi composé de trois parties, une sur la sociologie systématique, une sur la sociologie historique et une sur Max Weber,, dont l'œuvre est présentée comme la synthèse des deux premières méthodes,. Dans le chapitre consacré à la sociologie historique, Raymond Aron étudie notamment les travaux du sociologue Karl Mannheim, alors inconnu en France. La partie sur Max Weber représente presque la moitié du livre, et montre l'admiration de Raymond Aron pour Weber,.
Parmi les sociologues allemands, Max Weber est en effet le seul dont Raymond Aron dresse la biographie, montrant les questionnements de sa pensée. Il souligne son rôle dans la sociologie allemande et présente son épistémologie,. Grâce à son épistémologie des sciences sociales et à l'importance de la politique dans sa réflexion, Max Weber apparaît pour Raymond Aron comme « un substitut providentiel à la sociologie de Durkheim, qui lui a été enseignée à l'École normale supérieure et à la Sorbonne et qui le laissait insatisfait ». Raymond Aron rejette en effet le positivisme d'Émile Durkheim et sa recherche d’un système de lois générales. Chez Max Weber, il trouve l'utilisation d'idéaux-types qui structurent l'analyse comparative du réel et la place importante donnée à l'histoire, qui respecte la liberté des acteurs sociaux. Il est également enthousiasmé par le poids de la politique dans les réflexions de Max Weber, qui permettent de construire une sociologie de l'action, après l'analyse.
Selon le sociologue français Georges Friedmann, « Le chapitre sur Max Weber est le plus attachant et le plus riche, d'abord à cause de l'exceptionnelle valeur de Max Weber, ensuite parce que l'auteur l'a écrit avec le plus de plaisir et d'adhésion. ». Il souligne, que, bien qu'il s'en défende, Raymond Aron introduit ainsi la pensée de Max Weber en France. Pour L.-B. Geiger, « on sent l'auteur animé d'une vive sympathie et d'une sincère admiration pour le grand sociologue allemand. ».

## Importance

### Réception
À sa parution, Georges Friedmann salue « un petit livre d'une extrême densité » et L.-B. Geiger un « un instrument indispensable ». Le philosophe Alexandre Marc écrit que « ce petit volume est intéressant et utile à plus d'un point de vue ». Selon le philosophe Georges Canguilhem, « ce livre a le mérite rare d'apporter, par son sujet autant que par son esprit, du nouveau en matière de sociologie. ». Canguilhem, ami d'Aron et son ancien condisciple à l'École normale supérieure avec Jean-Paul Sartre et Paul Nizan, apprécie particulièrement ce livre, notamment parce qu'il connaît alors mal l'œuvre de Max Weber. Le sociologue américain William Rex Crawford souligne l'utilité de l'exposé de Raymond Aron sur Max Weber.
Au contraire, Mohand Tazerout, dans un compte rendu publié dans la Revue internationale de sociologie, reproche au livre de passer à côte de son sujet en ne traitant pas de Karl Marx et d'Oswald Spengler. Mohand Tazerout, citoyen français d'origine kabyle, professeur de l'enseignement secondaire spécialiste d'Oswald Spengler, qui tente de faire connaître la sociologie allemande à travers la Revue internationale de sociologie, éprouve sans doute un certain dépit devant le livre d'Aron. Dans la Rivista Internazionale di Scienze Sociali, Amintore Fanfani décrit un livre plutôt ennuyeux, sauf dans la partie sur Max Weber.
L'admiration que Raymond Aron montre pour Max Weber dans ce livre lui suscite également des critiques, en particulier des penseurs qui défendent l'héritage d'Émile Durkheim, comme Marcel Mauss, qui, dans une lettre à Roger Bastide, critique le livre : « Cette considération pour Max Weber est aussi une des choses qui me chiffonne dans le gentil volume de mon cousin Raymond Aron ».

### Rôle dans la diffusion de l'œuvre de Max Weber
Ce livre est donc l'une des premières discussions en France des travaux de Max Weber, alors qu'il n'existe encore aucune traduction en français de ses écrits. Selon le sociologue autrichien Michael Pollak, La Sociologie allemande contemporaine est « une des premières présentations systématiques de l'œuvre de Weber en France ». Jouant un rôle de passeur culturel, ce livre fait ainsi connaître l'œuvre de Max Weber en France et permet de diffuser les idées de ce dernier,. De même, Gwendal Châton explique que « Lorsqu'Aron découvre Max Weber au début des années 1930, celui-ci est presque totalement inconnu en France ». Pour le sociologue américain Randall Collins, Raymond Aron « introduisit Weber en France en 1935 avec La Sociologie allemande contemporaine ».
Toutefois, le sociologue français Laurent Mucchielli souligne que les travaux de Max Weber sur le protestantisme et le capitalisme étaient connus et discutés en France avant le livre de Raymond Aron. Il ajoute : « contrairement à l'idée répandue, Aron n'est donc pas non plus le premier à présenter Weber comme un sociologue dont l'ensemble de l'œuvre doit être discuté. Ce mérite doit revenir à Maurice Halbwachs ».
Après la Seconde Guerre mondiale, Raymond Aron joue un rôle important dans la diffusion des écrits de Max Weber en France, notamment en les faisant traduire et éditer, même s'il le critique parfois. Pierre Birnbaum évoque « la fidélité, qui ne s’est presque jamais démentie, d’Aron à Weber ».

### Succès
Le livre rencontre le succès et selon l'historien Guillaume Cuchet, joue « un rôle important dans le déblocage de la réflexion épistémologique sur l’histoire en France ».
La Sociologie allemande contemporaine est traduit en allemand, en japonais et en anglais.

## Éditions
- La Sociologie allemande contemporaine, Paris, Alcan, coll. « Nouvelle encyclopédie philosophique », 1935, 1re éd., 176 p.[31].
- La Sociologie allemande contemporaine, Paris, Presses universitaires de France, 1950, 2e éd., 177 p.[32].
- La Sociologie allemande contemporaine, Paris, Presses universitaires de France, coll. « Le sociologue », 1966, 3e éd., 147 p.[33].

Rééditions aux Presses universitaires de France en 1981 et en 2007 dans la collection Quadrige.